# Mellanårsval i USA
Mellanårsval (engelska: midterm elections) är ett samlingsbegrepp för de val som hålls i USA halvvägs in i den sittande presidentens fyraåriga mandatperiod. Valet kan ses som en indikator på hur den sittande presidenten skött landet under sin mandatperiod. Historiskt finns en tendens att den sittande presidentens parti förlorar platser i kongressen under mellanårsvalet på grund av missnöje med den sittande regeringen.
Valdagen inträffar på tisdagen efter den första måndagen i november, två år efter presidentvalet.
Vanligtvis är valdeltagandet inte lika högt som till presidentvalet. Medan presidentval har haft deltagande på cirka 50-60 procent under de senaste 60 åren, har bara cirka 40 procent av de röstberättigade gått till omröstningarna i mellanårsval.

## Kongressval
I mellanårsvalet väljs 435 representanter till representanthuset, vars ledamöter sitter i två år, och ungefär en tredjedel av de 100 platserna i senaten, vars ledamöter sitter i sex år.

## Val till guvernör och delstatsförsamlingar
Guvernörsval hålls samtidigt i 36 av USA:s 50 delstater. 34 av delstaterna väljer guvernör för en fyraårig mandatperiod, medan Vermont och New Hampshire väljer sin guvernörer för mandatperioder på två år. Utfallet i dessa val får viktiga konsekvenser, då guvernörer är tunga regionala makthavare och har verkställande makt, till skillnad från USA:s kongress eller delstaternas lagstiftande församlingar. 
Dessutom kan den som kontrollerar en delstats lagstiftande församling påverka en omdragning av valkretsarnas gränser, vilket har stor inverkan på kommande valutgångar i USA:s representanthus.